# Детский домик (Царское Село)
Детский домик — павильон в Александровском парке Пушкина, построенный в 1827-1830 годах архитектором В. М. Горностаевым.
Этот небольшой павильон голубого цвета располагается на островке в центре Детского пруда, созданного в 1817 году архитектором А. Менеласом. Домик был построен для игр детей императора Николая I. Этот островок стал любимым местом их игр, здесь они учились готовить на настоящей кухне, ловили рыбу, работали в саду, учили заданные преподавателями уроки. У великих князей были свои лодки: на них они попадали на остров, а также катали вокруг острова сестёр, товарищей и воспитателей. На остров попадали на небольшом пароме, а позже на вёсельной лодке.
Рядом с домиком находилась небольшая деревянная кухня.
Перед домиком был установлен мраморный бюст К. К. Мердера, а справа от домика — мраморный бюст поэта В. А. Жуковского, оба они участвовали в воспитании наследников престола.
Дом одноэтажный, прямоугольный в плане. В нём была гостиная по всей ширине здания и четыре небольшие комнаты, между ними были сделаны раздвижные деревянные перегородки. Потолки были расписаны орнаментами в стиле Людовика XVI. Главный фасад в центре украшен широкой полуциркульной нишей, перекрытой полусферическим сводом с ромбовидными кессонами и лепными розеттами. Стены фасадов гладкие, окна прямоугольные с прямыми сандриками на кронштейнах, на боковых фасадах сделаны ложные окна. Здание венчает карниз с лепными модульонами.
Во второй половине XIX века на острове были захоронены несколько любимых императорских собачек, места захоронения отмечались небольшими надгробиями.
До Великой Отечественной войны в Домике сохранялась детская мебель: в комнате великого князя Александра Николаевича она была обтянута кожей, а в комнатах его сестер Марии, Ольги и Александры — кретоном.
В Великую Отечественную войну один из снарядов пробил брешь в стене, в послевоенные годы была проведена реставрация.
В настоящее время Детский домик находится на консервации.